# Stamatios Masouris
Stamatios Masouris (griego: Σταμάτιος Μασούρης) fue un atleta griego que compitió en los Juegos Olímpicos de Atenas 1896. 
Masouris fue uno de los diecisiete atletas que iniciaron la carrera de maratón y finalizó octavo de los nueve que completaron el recorrido.